# Унгер, Ганс
Ганс Унгер, наст. имя Карл Фридрих Иоганнес Унгер (нем. Hans Unger, род. 26 августа 1872 г. Баутцен — ум. 13 августа 1936 г. Дрезден) — немецкий художник-символист, а также график, мастер мозаичных работ.

## Жизнь и творчество
Художественные работы Ганса Унгера, одного из корифеев символизма в Германии перед началом Первой мировой войны, высоко оценивались современниками, однако в дальнейшем, особенно после смерти художника, его творчество было предано забвению. Лишь с начала 1980-х годов возрождается интерес к созданным Г. Унгером шедеврам, в 1997 проходит большая ретроспектива его работ в городских музеях Фрейталя и Баутцена; на выставке «Красота и тайна. Немецкий символизм», проходящей в Билефельде в мае-июле 2013, картины этого художника занимают почётное место.
К. Ф. И. Унгер родился в семье среднего достатка. Его отец, рано распознавший в сыне склонность к художественному творчеству, тем не менее отдал его на обучение в коммерческое училище. При первой возможности Унгер её покинул, и в 1887 году он становится учеником театрального художника, писавшего декорации. В 1888—1893 он студент класса рисунка при дрезденском Королевском придворном театре. В 1893—1895 годах Унгер — студент Академии искусств в Дрездене. Здесь его учителями были профессора Фридрих Преллер-младший, Герман Прелл и Рихард Мюллер. Унгер становится участником дрезденского модернистского движения молодых художников, вместе с Сашей Шнайдером, Оскаром Цвинчером и Зельмаром Вернером. В 1894 он проводит лето на острове Борнхольм, где пишет серию акварелей. В 1896 году Унгер создаёт рекламный плакат для дрезденской органной фабрики Эсти, принесший ему международную известность.
В 1897 году Унгер пишет одну из своих лучший работ — полотно «Муза», хранящееся ныне в Дрезденской галерее («Старый мастер»). С октября 1897 по март 1898 он живёт в Париже и посещает академию Жюлиана, где ему преподают Флери и Лефевр. Вернувшись на родину, он в 1899 создаёт сценические декорации для нового здания дрезденского Городского театра. Эти его работы погибли во время бомбардировок Дрездена американцами в феврале 1945 года. В том же году он принимает участие в проходившей в Дрездене Германской художественной выставке («Автопортрет в свитере», «Прощание», а также пейзажи). В 1902 году Унгер становится членом респектабельного «Германского союза художников», совершает путешествия по Северному и Балтийскому морям, ездит в Италию и в Египет. В этих поездках он пишет серии акварелей и пастелей. В 1905 он создаёт мозаику «Богиня света» для башни фабрики Эрнемана в Дрездене. В 1898 и в 1910 годах он иллюстрирует художественный журнал символистов Югенд, а также журнал Пан.
К 1910 году художник находился в зените славы и признания. Открывшееся новое здание городского художественного музея в его родном Баутцене отвело картинам Унгера отдельный зал. В прессе того времени его называют «последним князем живописи Дрездена». В 1917 и 1918 годах он принимает участие в проходивших в Дрездене выставках германского общества художников, выставив 6 картин и 6 рисунков в первом, и 11 картин и 10 рисунков во втором случае. Плакаты работы Унгера считались высочайшего мастерства, в английской прессе ему был присвоен титул «лучшего немецкого плакатчика».
После окончания Первой мировой войны, в которой Германия потерпела поражение, интересы публики в области искусства в значительной степени изменились, и на смену близкого Г. Унгеру модерна приходят экспрессионизм и новая вещественность. Унгер отправляется в длительные заграничные путешествия, посещает Италию, Югославию, Испанию, Португалию и Африку. Написанные в Египте работы составляют экспозицию, открытую в 1927 году в дрезденской галерее Бурбах. Одним из страстных почитателей творчества Унгера был египетский король Фуад I. В 1933 году, к 60-летию мастера, Саксонским союзом художников проводится выставка его работ.
Г. Унгер был награждён бронзовой медалью на Всемирной выставке 1900 года в Париже, бронзовой медалью на Всемирной выставке в 1904 году в Сент-Луисе. В 1904 он также становится профессором дрезденской Академии искусств.
В 1899 году он вступает в брак с Марией Антонией. В 1903 у них рождается дочь, единственный ребёнок, крёстным отцом которой становится друг Унгера, живописец Саша Шнайдер. Как художник Г. Унгер — в первую очередь портретист и пейзажист. Основной темой его творчества было воплощение «прекрасной женской мечты об Аркадии». Его Музой, позировавшей для изображения «женщины из Аркадии», была супруга мастера, а затем — его дочь Майя (1903—1973). Женские портреты, как правило, давались на фоне пасторальных пейзажей с кипарисами, садом или морским побережьем. Унгер находился под творческим влиянием таких мастеров, как англичане Д. Г. Россетти, Э. Бёрн-Джонс, У. Странг (гравюра), французов П. де Шаванна, Г. Моро, Ж. Пеладана, а также швейцарца А. Бёклина (пейзаж) и немецкого художника М. Клингера.

## Галерея

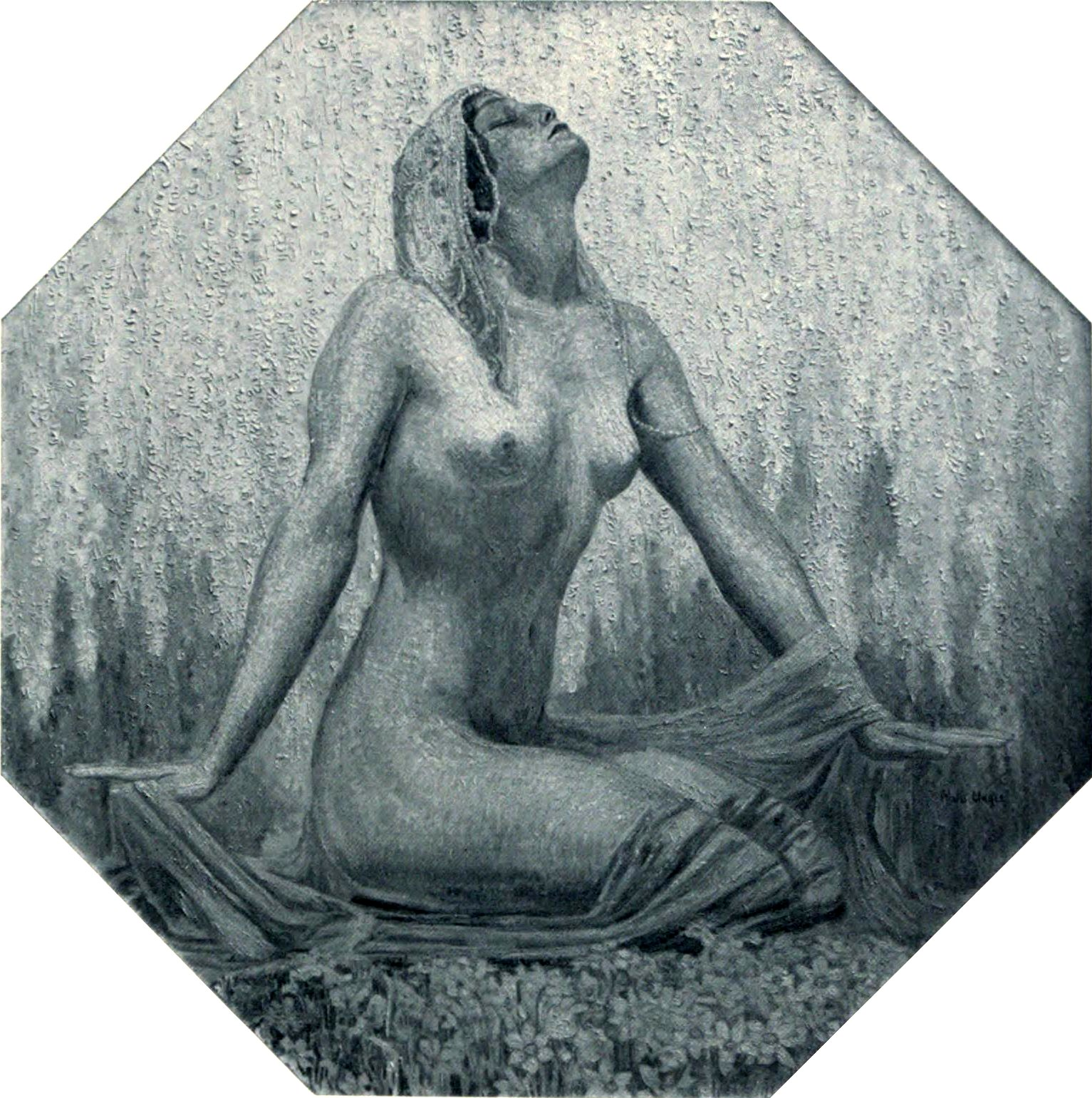
Солнце
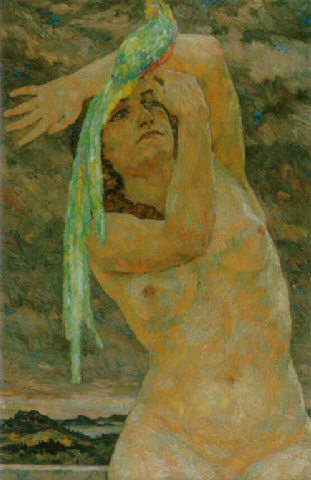
Обнажённая с попугаем
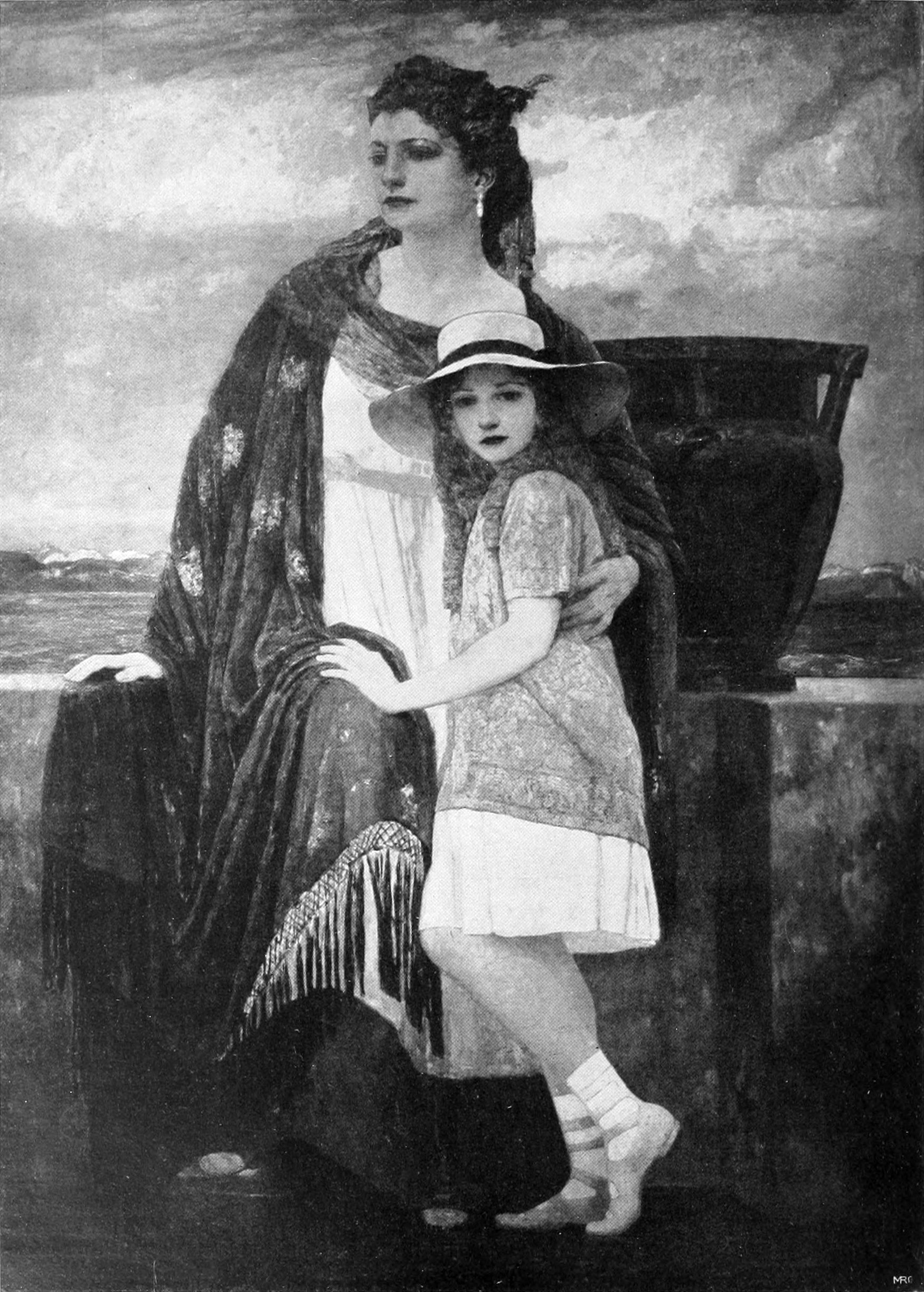
Мать с ребёнком (1912)
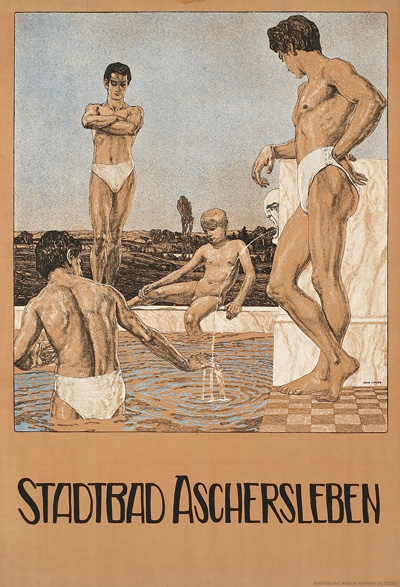
Городские бани Ашерслебена (плакат, 1906)
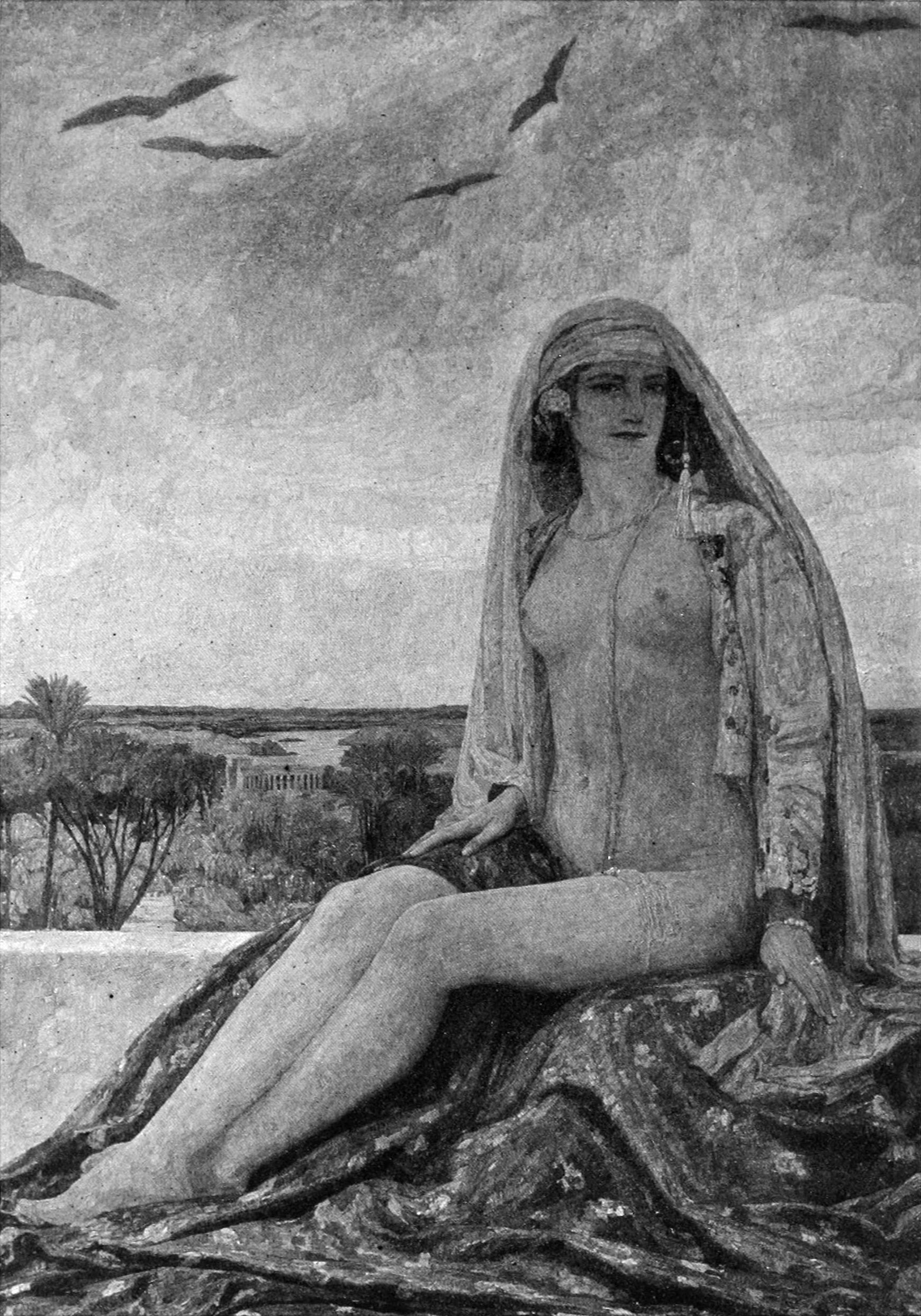
Фивы Египетские

## Дополнения
- Ганс Унгер на штадтвики-Дрезден
- Г.Унгер, Саломея (недоступная ссылка)